# Controle Numérico Computadorizado

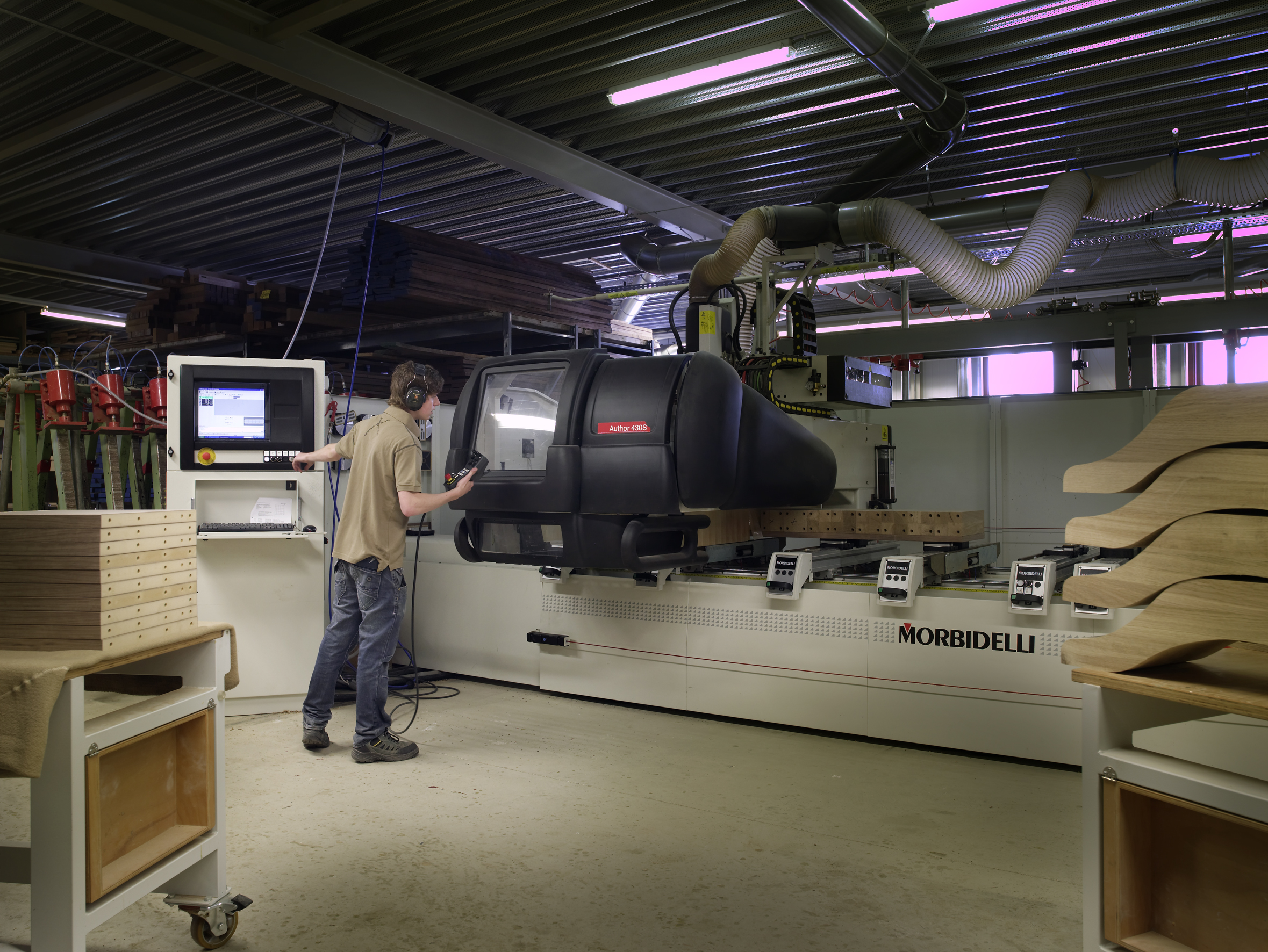
Máquinas operadas por CNC trabalhando madeira.

Controle Numérico Computadorizado (português brasileiro) ou Controlo Numérico Computorizado (português europeu) (sigla CNC, do inglês computer numeric control), eventualmente chamado de comando numérico computadorizado, é um método que controla os movimentos de máquinas pela interpretação direta de instruções codificadas na forma de números e letras. O sistema interpreta os dados e gera o sinal de saída que controla os componentes da máquina.

## Visão geral

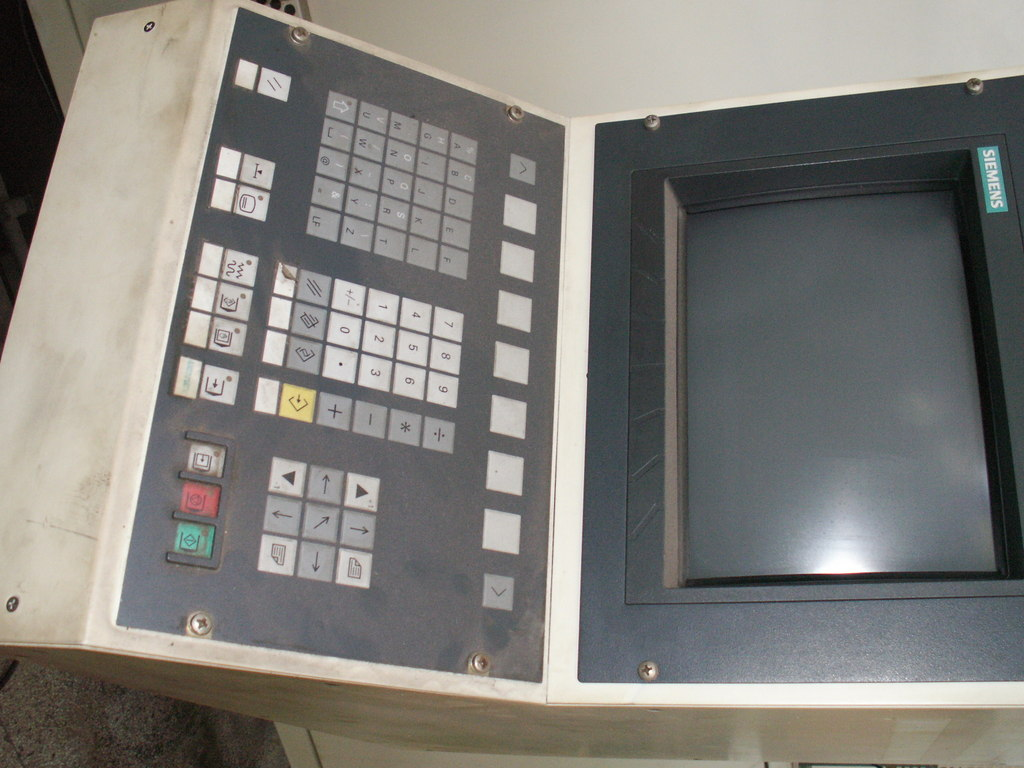
Painel relativamente antigo de máquina a CNC, comando Siemens.

O Controle Numérico Computadorizado é um sistema  que permite o controle de máquinas, sendo utilizado principalmente em tornos e centros de usinagem. Ele permite o controle simultâneo de vários eixos, através de uma lista de movimentos escrita num código específico (código G). Por esse motivo foi desenvolvido na década de 1940 o NC (CN, controle numérico, na sigla em português) criado pelo Instituto de Tecnologia de Massachusetts (MIT), inicialmente usando fitas perfuradas e com o advento do computador evoluiu para o CNC. Com isso atingiu-se o objetivo de confecção de peças complexas, seriadas e/ou de grande precisão, especialmente quando usada em conjunto com os atuais programas CAD/CAM.
A introdução do CNC na indústria mudou radicalmente os processos industriais. Perfis de alta complexidade são facilmente usinados. Estruturas em 3 dimensões tornam-se relativamente fáceis de produzir e o número de passos no processo com intervenção de operadores é drasticamente reduzido. O CNC reduziu também o número de erros humanos (o que aumenta a qualidade dos produtos diminuindo retrabalho e desperdício), agilizou as linhas de montagens e tornou-as mais flexíveis, pois a mesma linha de montagens pode agora ser adaptada para produzir outro produto num tempo muito mais curto se comparados os processos tradicionais de produção.
Acompanhando o desenvolvimento tecnológico da informática e a tendência por uma interatividade cada vez maior com o usuário, o código e linguagem de máquina também evoluiu.

## Tipos de máquinas com variação CNC
O tipo de máquina que utiliza CNC varia segundo o seu processo de trabalho.
- Torno
  - Universal
  - Vertical
  - Horizontal
- Fresadora
  - Universal
  - Vertical
  - Horizontal
  - Caracol
- Jato de água
- Furadeira
  - De bancada
  - De coluna
  - Radial
  - Fresadora
- Entalhadeira
- Puncionadeira
- EDM - Eletroerosão
  - A fio
  - Penetração
- Retificadora

## Enquadramento histórico

### Até 1950
Existiam nessa altura dois tipos principais de sistemas de produção:
- Equipamentos operados manualmente - pequenos/médios volume de produção e possuíam uma grande flexibilidade;

- Sistemas automáticos de produção - grandes volumes de produção sendo a sua tecnologia dedicada e baseada em hardware.

### Após 1950
- Ocorreu uma diminuição do tempo de vida dos produtos devido ao aumento da concorrência e da exigência dos consumidores para toda a produção de volumes médios;

- O aumento da complexidade da forma das peças a fim de atender às preferências estéticas e às exigências técnicas de peças para produtos tecnologicamente avançados, como no aeronáutica e automóvel - produção de peças com formas complexas.

### Anos significativos
- 1949: Primeiro estudo de viabilidade tecnológica de um equipamento de fabricação de peças por arranque de apara (fresadora), comandado por um sistema programável - (MIT - E.U.A.);

- 1952: Primeira fresadora vertical com três eixos controlada por um novo tipo de controlador, composto por um sistema híbrido analógico/digital que usava uma fita perfuradora como meio para armazenar o programa. Foi designada como Máquina Controlada Numericamente (CN);

- 1952-1955: Novos desenvolvimentos com a aplicação desta tecnologia a outros tipos de equipamentos - Força Aérea;

- 1956: Inicia-se a construção de 100 fresadoras, controladas numericamente para fabricar peças para empresas ligadas à construção de aeronaves;

- 1955-1958: Desenvolvimento da primeira aplicação de computador para assistir na geração de programas de comando numérico (antecessores do sistema CAD/CAM). Foi designado por Automatically Programmed Tool (APT), e rodava em máquinas IBM do MIT;

- 1962: Prosseguiu-se o desenvolvimento desta tecnologia com a aplicação a furadoras e desenvolvimentos nos sistemas mecânicos para eliminar causas de ineficácia no controlo da trajetória da ferramenta tais como folgas;

- 1970: Aplicação dos microprocessadores e memória ROM aos controladores numéricos;
  - Aparecimento dos Sistemas CAD
  - Incorporação de um computador dedicado no controlador numérico - Controle Numérico Computadorizado (CNC);

- 1984: Primeiro CNC desenvolvido no Brasil pela MCS , o CNC100 para máquinas transfer;

- 1987: Primeira FEIMAFE, lançamento do CNC 210 da MCS equipando o torno Romi Centur30 e os tornos GPR Nardini. Com tecnologia 100% Nacional, os Comando Numéricos CNC210 revolucionaram a industria de máquinas CNC produzidas no Brasil.

- Atualidade:
  - Propagação da utilização de sistemas CAD/CAM e equipamentos CNC em outros tipos de indústria tais como a injeção de plásticos, indústria da madeira e mobiliário e finalmente a indústria de produção de sistemas eletrônicos;
  - Desenvolvimentos para aumentar o desempenho dos equipamentos nomeadamente ao nível da velocidade de avanço e velocidade de corte;
  - Desenvolvimentos com vista à automatização dos processos de produção designadamente sistemas de alimentação de matérias primas, sistemas de manipulação de peças, sistemas de mudança automática de ferramentas;
  - Desenvolvimentos dos processos de maquinagem com vista ao aproveitamento das capacidades dos equipamentos de CNC particularmente nas ferramentas de corte;
  - Desenvolvimento de sistemas computorizados para controlar .